# Irische Cricket-Nationalmannschaft in Bangladesch in der Saison 2022/23
Die Tour der irischen Cricket-Nationalmannschaft nach Bangladesch in der Saison 2022/23 fand vom 18. März bis zum 7. April 2023 statt. Die internationale Cricket-Tour war Bestandteil der Internationalen Cricket-Saison 2022/23 und umfasste ein Test, drei ODIs und drei Twenty20s. Bangladesch gewann die Test-Serie 1–0, die ODI-Series 2–0 und die Twenty20-Serie 2–1.

## Vorgeschichte
Bangladesch spielte zuvor eine Tour gegen England, Irland in Simbabwe. Das letzte Aufeinandertreffen der beiden Mannschaften bei einer Tour fand in der Saison 2012 in Irland statt.

## Stadion
Das folgende Stadion wurde für die Tour als Austragungsort vorgesehen.
| Stadion                                | Stadt      | Kapazität | Spiele      |
| -------------------------------------- | ---------- | --------- | ----------- |
| Zohur Ahmed Chowdhury Stadium          | Chittagong | 22.000    | 1. – 3. T20 |
| Sher-e-Bangla National Cricket Stadium | Dhaka      | 26.000    | 1. Test     |
| Sylhet International Cricket Stadium   | Sylhet     | 18.500    | 1. – 3. ODI |

## Kaderlisten
Irland benannte seinen Kader am 9. Februar 2023. Bangladesch benannte seinen ODI-Kader am 12. März und seinen Twenty20-Kader am 22. März 2023.
| Test | Test | ODI | ODI | Twenty20 | Twenty20 |
| Bangladesch | Irland | Bangladesch | Irland | Bangladesch | Irland |
| --- | --- | --- | --- | --- | --- |
| - Shakib Al Hasan (K) - Litton Das (VK, wk) - Ebadot Hossain - Khaled Ahmed - Mominul Haque - Mehidy Hasan Miraz - Mahmudul Hasan Joy - Mushfiqur Rahim - Najmul Hossain Shanto - Rejaur Rahman Raja - Shadman Islam - Shoriful Islam - Taijul Islam - Tamim Iqbal - Taskin Ahmed | - Andrew Balbirnie (K) - Mark Adair - Curtis Campher - Murray Commins - George Dockrell - Fionn Hand - Graham Hume - Matthew Humphreys - Thomas Mayes - Andy McBrine - Barry McCarthy - James McCollum - PJ Moor - Harry Tector - Lorcan Tucker (wk) - Ben White | - Tamim Iqbal (K) - Afif Hossain - Ebadot Hossain - Hasan Mahmud - Litton Das - Mehidy Hasan Miraz - Mushfiqur Rahim (wk) - Mustafizur Rahman - Najmul Hossain Shanto - Nasum Ahmed - Shakib Al Hasan - Shamim Hossain - Shoriful Islam - Taskin Ahmed - Towhid Hridoy - Yasir Ali - Zakir Hasan | - Andrew Balbirnie (K) - Mark Adair - Curtis Campher - Gareth Delany - George Dockrell - Stephen Doheny (wk) - Fionn Hand - Graham Hume - Matthew Humphreys - Josh Little - Thomas Mayes - Andy McBrine - Barry McCarthy - Paul Stirling - Harry Tector - Lorcan Tucker (wk) - Ben White | - Shakib Al Hasan (K) - Jaker Ali - Hasan Mahmud - Litton Das (wk) - Mehidy Hasan Miraz - Mustafizur Rahman - Najmul Hossain Shanto - Nasum Ahmed - Rishad Hossain - Rony Talukdar - Shamim Hossain - Shoriful Islam - Taskin Ahmed - Towhid Hridoy | - Andrew Balbirnie (K) - Mark Adair - Ross Adair - Curtis Campher - Gareth Delany - George Dockrell - Fionn Hand - Graham Hume - Matthew Humphreys - Thomas Mayes - Barry McCarthy - Conor Olphert - Paul Stirling - Harry Tector - Lorcan Tucker (wk) - Ben White - Craig Young |

## Tour Match
| 15. März Scorecard | Sylhet (AG) | Irland 255-7 (40/40)                    | – | Bangladesch Cricket Board XI 181 (32.1/40) |
|                    |             | Irland gewinnt mit 77 Runs (D/L method) |   |                                            |

## One-Day Internationals

### Erstes ODI in Sylhet
| 18. März Scorecard | Sylhet | Bangladesch 338-8 (50)           | – | Irland 155 (30.5) |
|                    |        | Bangladesch gewinnt mit 183 Runs |   |                   |

Irland gewann den Münzwurf und entschied sich als Feldmannschaft zu beginnen. Für Bangladesch bildete der Eröffnungs-Batter Litton Das und der dritte Schlagmann Najmul Hossain Shanto. Das schied nach 26 Runs aus und wurde durch Shakib Al Hasan gefolgt, während Shanto nach 25 Runs durch Towhid Hridoy ersetzt wurde. Al Hasan und Hridoy erreichten in ihrer Partnerschaft 135 Runs, bevor Al Hasan nach einem Fifty über93 Runs ausschied. An der Seite von Hridoy erzielte Mushfiqur Rahim 44 Runs, bevor auch Hridoy kurz darauf nach 92 Runs sein Wicket verlor. Von den verbliebenen Battern erreichte Yasir Ali 17 sowie Taskin Ahmed und Nasum Ahmed jeweils 11 Runs. Bester irischer Bowler war Graham Hume mit 4 Wickets für 60 Runs. Für Irland bildeten die Eröffnungs-Batter Stephen Doheny und Paul Stirling eine Partnerschaft. Doheny schied nach 34 Runs aus und kurz darauf Stirling nach 22 Runs. Die nächste Partnerschaft bildete sich zwischen Curtis Campher und George Dockrell. Campher erzielte 16 Runs und an der Seite von Dockrell gelangen Mark Adair 13 Runs, bevor Dockrell das letzte Wicket nach 45 Runs verlor. Beste bangladeschische Bowler waren Ebadot Hossain mit 4 Wickets für 42 Runs und Nasum Ahmed mit 3 Wickets für 43 Runs. Als Spieler des Spiels wurde Towhid Hridoy ausgezeichnet.

### Zweites ODI in Sylhet
| 20. März Scorecard | Sylhet | Bangladesch 349-6 (50) | – | Irland |
|                    |        | No Result              |   |        |

Irland gewann den Münzwurf und entschied sich als Feldmannschaft zu beginnen. Für Bangladesch bildeten die Eröffnungs-Batter Tamim Iqbal und Litton Das eine Partnerschaft. Iqbal schied nach 23 Runs aus und wurde gefolgt durch Najmul Hossain Shanto. Nachdem Das nach einem Fifty über 70 Runs sein Wicket verloren hatte, folgte ihm Shakib Al Hasan, der 17 Runs erreichte. Shanto schied nach einem Fifty über 73 Runs aus, bevor Towhid Hridoy und Mushfiqur Rahim eine Partnerschaft formten. Hridoy verlor dann nach 49 Runs sein Wicket, während Rahim das Innings ungeschlagen mit einem Century über 100 Runs aus 60 Bällen beendete. Bester irischer Bowler war Graham Hume mit 3 Wickets für 58 Runs. Bevor Irland sein Innings gewinnen konnte, begann es zu regnen und das Spiel musste abgebrochen werden.

### Drittes ODI in Sylhet
| 23. März Scorecard | Sylhet | Irland 101 (28.1)                  | – | Bangladesch 103 (13.1) |
|                    |        | Bangladesch gewinnt mit 10 Wickets |   |                        |

Irland gewann den Münzwurf und entschied sich als Schlagmannschaft zu beginnen. Sie verloren früh vier Wickets, bevor Lorcan Tucker und Curtis Campher eine Partnerschaft bildeten. Tucker schied nach 28 Runs aus und Campher erreichte 36 Runs. Jedoch verlor man im 29. Over das letzte Wicket und setzte so die Vorgabe auf 102 Runs. Beste bangladeschische Bowler waren Hasan Mahmud mit 5 Wickets für 32 Runs und Taskin Ahmed mit 3 Wickets für 26 Runs. Für Bangladesch konnten die Eröffnungs-Batter Tamim Iqbal und Litton Das die Vorgabe im 14. Over einholen. Dabei erzielte das ein Fifty über 50* Runs und Iqbal 41* Runs. Als Spieler des Spiels wurde Hasan Mahmud ausgezeichnet.

## Twenty20 Internationals

### Erstes Twenty20 in Chittagong
| 27. März Scorecard | Chittagong | Bangladesch 207-5 (19.2/19.2)                | – | Irland 81-5 (8/8) |
|                    |            | Bangladesch gewinnt mit 22 Runs (D/L method) |   |                   |

Irland gewann den Münzwurf und entschied sich als Feldmannschaft zu beginnen. Für Bangladesch bildeten die Eröffnungs-Batter Litton Das und Rony Talukdar eine Partnerschaft. Das schied nach 47 Runs aus und der hineinkommende Najmul Hossain Shanto erreichte 14 Runs. Talukdar bildete dann eine Partnerschaft mit Shamim Hossain, bevor er selbst nach einem Fifty über 67 Runs ausschied. Hossein verlor sein Wicket nach 30 Runs, woraufhin Towhid Hridoy 13 Runs erzielte. Shakib Al Hasan erreichte dann 20* Runs, bevor im letzten Over des Innings Regenfälle einsetzten. Als das Spiel wieder aufgenommen werden konnte, wurde das Innings beendet und Irland erhielt die Vorgabe von 104 Runs aus 8 Overn. Bester irischer Bowler war Craig Young mit 2 Wickets für 45 Runs. Für Irland bildeten die Eröffnungs-Batter Paul Stirling und Ross Adair die erste Partnerschaft. Adair schied nach 13 runs aus und wurde gefolgt durch Harry Tector. Stirling verlor sein Wicket nach 17 Runs, woraufhin Gareth Delany ins Spiel kam. Tector erreichte dann 19 Runs, Delany konnte dann jedoch mit seinen 21* Runs die Vorgabe nicht mehr einholen. Bester bangladeschischer Bowler war Taskin Ahmed mit 4 Wickets für 16 Runs. Als Spieler des Spiels wurde Rony Talukdar ausgezeichnet.

### Zweites Twenty20 in Chittagong
| 29. März Scorecard | Chittagong | Bangladesch 202-3 (17/17)       | – | Irland 125-9 (17/17) |
|                    |            | Bangladesch gewinnt mit 77 Runs |   |                      |

Das Spiel musste auf Grund von Regenfällen verspätet begonnen werden und wurde dann auf 17 Over pro Seite verkürzt. Irland gewann den Münzwurf und entschied sich als Feldmannschaft zu beginnen. Für Bangladesch formten die Eröffnungs-Batter Litton Das und Rony Talukdar eine Partnerschaft. Talukdar schied nach 44 Runs aus und wurde durch Shakib Al Hasan ersetzt. Das erreichte daraufhin ein Fifty über 83 Runs und wurde gefolgt durch Towhid Hridoy dem 24 Runs gelangen. Al Hasan beendete dann das Innings ungeschlagen mit 38* Runs und erhöhte so die Vorgabe auf 203 Runs. Bester irischer Bowler war Ben White mit 2 Wickets für 28 Runs. Irland verlor drei frühe Wickets, bevor sich Lorcan Tucker etablierte. Er fand mit Curtis Campher einen Partner, bevor er nach 22 Runs sein Wicket verlor. Campher bildete daraufhin eine Partnerschaft zusammen mit Graham Hume, bevor er nach einem Fifty über 50 Runs ausschied. Hume konnte bis zum Ende des Innings 20* Runs erzielen, was jedoch nicht ausreichte die Vorgabe einzuholen. Beste bangladeschische Bowler waren Shakib Al Hasan mit 5 Wickets für 22 Runs und Taskin Ahmed mit 3 Wickets für 27 Runs. Als Spieler des Spiels wurde Shakib Al Hasan ausgezeichnet.

### Drittes Twenty20 in Chittagong
| 31. März Scorecard | Chittagong | Bangladesch 124 (19.2)       | – | Irland 126-3 (14) |
|                    |            | Irland gewinnt mit 7 Wickets |   |                   |

Bangladesch gewann den Münzwurf und entschied sich als Schlagmannschaft zu beginnen. Für sie erreichte Eröffnungs-Batter Rony Talukdar 14 Runs. Nachdem daraufhin Towhid Hridoy 12 Runs erzielte etablierte sich Shamim Hossain, an dessen Seite Nasum Ahmed 13 Runs erzielte. Bester irischer Bowler war Mark Adair mit 3 Wickets für 25 Runs. Für Irland etablierte sich Eröffnungs-Batter Paul Stirling. Er fand mit Harry Tector einen Partner, bevor er nach einem Fifty über 77 Runs ausschied. Tector konnte dann zusammen mit Curtis Campher die Vorgabe im 14. Over einholen. Dabei erreichte Tector 14* Runs Campher 16* Runs. Die bangladeschischen Wickets erzielten Rishad Hossain, Shoriful Islam und Taskin Ahmed. Als Spieler des Spiels wurde Paul Stirling ausgezeichnet.

## Test in Dhaka
| 4. – 8. April Scorecard | Dhaka | Irland 214 (77.2) & 292 (116)     | – | Bangladesch 369 (80.3) & 138-3 (27.1) |
|                         |       | Bangladesch gewinnt mit 7 Wickets |   |                                       |

Irland gewann den Münzwurf und entschied sich als Schlagmannschaft zu beginnen. Für sie bildeten Eröffnungs-Batter James McCollum und der dritten Schlagmann Andy Balbirnie eine Partnerschaft. McCollum schied nach 15 Runs aus und wurde gefolgt durch Harry Tector. Nachdem Balbirnie 16 Runs erreicht hatte, kam Curtis Campher ins Spiel. Zusammen erreichten Tector und Campher eine Partnerschaft über 74 Runs, bevor Tector nach einem Fifty über 50 Runs und Campher kurz darauf nach 33 Runs ausschieden. Die nächste Partnerschaft bildete sich zwischen Lorcan Tucker und Andy McBrine. McBrine erreichte 19, Tucker 37 Runs und der hineinkommende Mark Adair 32 Runs. Kurz darauf fiel das letzte Wicket nach 214 Runs. Bester bangladeschischer Bowler war Taijul Islam mit 5 Wickets für 58 Runs. Für Bangladesch bildeten Eröffnungs-Batter Tamim Iqbal und der dritten Schlagmann Mominul Haque eine Partnerschaft. Iqbal schied nach 21 Runs aus und der Tag endete beim Stand von 34/2. Am zweiten Tag kam Mushfiqur Rahim ins Spiel. Haque verlor nach 17 Runs sein Wicket und es foilgten Shakib Al Hasan mit einem Fifty über 87 und Litton Das mit 43 Runs. Nachdem Mehidy Hasan Miraz ins Spiel gekommen war, verlor Rahim sein Wicket nach einem Century über 126 Runs aus 166 Bällen. Miraz verlor dann das letzte Wicket des Innings nach einem Fifty über 55 Runs und erspielte so einen Vorsprung von 155 Runs. Bester irischer Bowler war Andy McBrine mit 6 Wickets für 118 Runs. Bis zum Ende des tages verlor Irland dann vier frühe Wickets und beendete den Tag beim Stand von 27/4. Am dritten Tag etablierte sich Harry Tector zusammen mit Peter Moor. Moor erreichte 16 Runs und wurde gefolgt von Lorcan Tucker. Tector verlor sein Wicket nach einem Fifty über 56 Run, woraufhin Andy McBrine ins Spiel kam. Zusammen erreichten Tucker und McBrine 111 Runs, bevor Tucker nach einem Century über 108 Runs ausschied. Nachdem Mark Adair 13 Runs erreicht hatte, kam Graham Hume aufs Feld und der Tag endete beim Stand von 286/8. Am vierten Tag erreichte McBrine ein Fifty über 72 Runs, bevor Hume das letzte wicket nach 14 Runs verlor. Damit hatte Bangladesch eine Vorgabe von 138 Runs. Beste bangladeschische Bowler waren Taijul Islam mit 4 Wickets für 90 Runs und Ebadot Hossain mit 3 Wickets für 37 Runs. Für Bangladesch bildeten die Eröffnungs-Batter Tamim Iqbal und Litton Das eine Partnerschaft. Das erreichte 31 Runs und wurde gefolgt durch Mushfiqur Rahim. Nachdem Iqbal 31 Runs erzielt hatte, konnte Rahim zusammen mit Mominul Haque die Vorgabe einholen. Rahim erzielte dabei ein Fifty über 51* Runs und Haque 20* Runs. Die irischen Wickets erzielten Mark Adair, Ben White und Andy McBrine. Als Spieler des Spiels wurde Mushfiqur Rahim ausgezeichnet.

## Auszeichnungen

### Player of the Series
Als Player of the Series wurden der folgende Spieler ausgezeichnet.
| Serie    | Player of the Series |
| -------- | -------------------- |
| Test     | –                    |
| ODI      | Mushfiqur Rahim      |
| Twenty20 | Taskin Ahmed         |

### Player of the Match
Als Player of the Match wurden die folgenden Spieler ausgezeichnet.
| Spiel       | Player of the Match |
| ----------- | ------------------- |
| 1. Test     | Mushfiqur Rahim     |
| 1. ODI      | Towhid Hridoy       |
| 2. ODI      | –                   |
| 3. ODI      | Hasan Mahmud        |
| 1. Twenty20 | Rony Talukdar       |
| 2. Twenty20 | Shakib Al-Hasan     |
| 3. Twenty20 | Paul Stirling       |